# 物理帝国主義
物理帝国主義（ぶつりていこくしゅぎ）とは、自然界に存在するものは全て物理的な法則で成り立っているがゆえに、物理学の発展で世界の全てが究明できるようになるという思想。物理学帝国主義とも。
伏見康治によると、この言葉は桑原武夫が初めて使ったとのこと。